# Galícia (Europa Central)
A Galícia (em ucraniano e rusin Галичина [Halyčyna]; em polonês/polaco:  Galicja; em checo e em eslovaco:  Halič; em alemão:  Galizien; em húngaro:  Galícia/Kaliz/Gácsország/Halics; em romeno:  Galiția/Halici; em russo:  Галиция [Galitsiya]; em iídiche:  גאַליציע [Galitsiye]) é uma região histórico-geográfica da Europa centro-oriental. Foi parte do Império Austríaco (de 1864 a 1918 denominado Império Austro-Húngaro) e seu território é dividido atualmente entre a Polônia e a Ucrânia. A área, que foi denominada a partir da cidade medieval de Halych foi mencionada pela primeira vez em crônicas medievais húngaras do ano de 1206 como Galiciæ. Em 1253, o príncipe Daniel da Galícia foi coroado rei do Rus (em latim: Rex Rusiae) ou rei da Rutênia após a invasão mongol da Rússia (Rússia de Quieve). Em 1352 o Reino da Galícia-Volínia foi anexado pelo Reino da Polônia como voivodia da Rutênia (em latim: Palatinatus Russiae).

## Imigração ucraniana ao Brasil
Da Galícia partiram a maioria dos imigrantes ucranianos vindos para o Brasil. Como nessa região predomina a religião católica, essa é a religião de mais de 90% dos descendentes de ucranianos que residem no Brasil. Em Prudentópolis, Paraná, há muitos descendentes de imigrantes ucranianos conservando a cultura e a língua.[carece de fontes?]

## Principais cidades
- Aliche (em polaco Halicz e alemão Halitsch);
- Cracóvia;
- Krosno;
- Leópolis (em ucraniano Lviv, em polaco Lwów e alemão Lemberg);
- Nowy Sącz (em alemão Neu Sandez);
- Oświęcim (em alemão Auschwitz);
- Ternopil' (em polaco Tarnopol e em russo Ternopol);
- Tarnów (em alemão Tarnau)